# Jazz Ensemble Baden-Württemberg

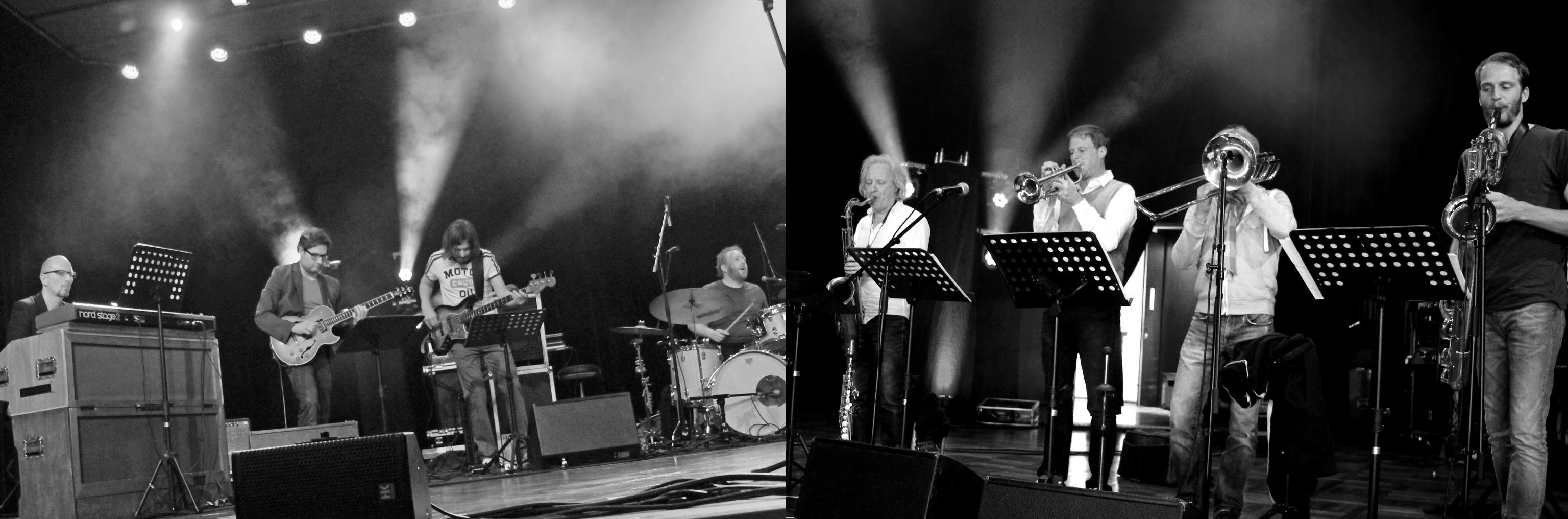
Das Jazz Ensemble Baden-Württemberg beim Jazzfestival St. Ingbert 2016

Das Jazz Ensemble Baden-Württemberg ist eine Jazzband, die Peter Lehel im Herbst 2010 gründete und die in wechselnden Besetzungen auf Tournee geht. Dabei wird beansprucht, dass alle Mitglieder des Ensembles eng mit der baden-württembergischen Jazzszene verbunden sind.

## Geschichte
2013 ist die Edition 13 des Ensembles vorwiegend in Quintettbesetzung mit ausgewählten Trägern des Jazzpreises des Landes Baden-Württemberg aufgetreten. Das waren neben Lehel Thomas Siffling (Trompete), Kristjan Randalu (Piano), Axel Kühn (Bass) und Bodek Janke (Schlagzeug). Im Herbst 2013 erschien die bei einem Konzert in Stuttgart aufgenommene CD Edition 13 in dieser Besetzung bei dem Mannheimer Label JazzNArts.
2015 wurde eine Oktettbesetzung als Edition 15 formiert, die mit der Musik der Doors, einer der einflussreichsten Rockbands der 1960er Jahre, auf Tournee ging. Beteiligt waren neben Lehel und Siffling Uli Röser (Posaune), Sebastian Nagler (Saxophon), Jo Bartmes (Keyboards), Jo Ambros (Gitarre), Dirk Blümlein (Bassgitarre) und Christian Huber (Drums). Für dieses Projekt wurde der Berliner Arrangeur und Komponist Nicolai Thärichen mit der Bearbeitung von Songs der Doors beauftragt.

## Besetzung der Edition 15
- Thomas Siffling (Trompete)
- Peter Lehel (Tenor- & Sopran-Saxophon)
- Sebastian Nagler (Bariton-Saxophon)
- Uli Röser (Trombone)
- Jo Ambros (Gitarre)
- Jo Bartmes (Hammond / Fender)
- Dirk Blümlein (Bass)
- Christian Huber (Schlagzeug)

als Gäste
- Judith Goldbach (Bass)
- Anne Czichowsky (Gesang)
- Daniel Prandl (Piano)

## Diskographische Hinweise
- Jazz Ensemble Baden-Württemberg Edition 13 (JazzNArts 2013)
- Jazz Ensemble Baden-Württemberg (Edition 15) Doors without Words (JazzNArts 2015)